# Lista de deputados estaduais do Piauí da 12.ª legislatura
Esta é a lista de deputados estaduais do Piauí para a legislatura 1991–1995.

## Composição das bancadas
| Partido | Líder             | Bancada | Posição      |
| ------- | ----------------- | ------- | ------------ |
| PFL     | Moraes Souza      | 12 / 30 | Governo      |
| PMDB    | Marcelo Castro    | 9 / 30  | Oposição     |
| PDS     | Luciano Nunes     | 4 / 30  | Governo      |
| PDC     | Paes Landim       | 2 / 30  | Independente |
| PL      | Xavier Neto       | 2 / 30  | Governo      |
| PT      | Nazareno Fonteles | 1 / 30  | Oposição     |

## Deputados Estaduais
Estavam em jogo trinta cadeiras na Assembleia Legislativa do Piauí, ressalvada a efetivação de suplentes.
| Deputados estaduais eleitos | Partido | Votação | Percentual | Cidade onde nasceu  | Unidade federativa |
| Marcelo Castro              | PMDB    | 21.567  | 2,00%      | São Raimundo Nonato | Piauí              |
| Moraes Souza                | PFL     | 20.473  | 1,90%      | Parnaíba            | Piauí              |
| Luiz Menezes                | PDS     | 17.533  | 1,63%      | Piripiri            | Piauí              |
| Luciano Nunes               | PDS     | 16.892  | 1,57%      | Oeiras              | Piauí              |
| Ismar Marques               | PFL     | 16.882  | 1,57%      | Luzilândia          | Piauí              |
| Tomaz Teixeira              | PMDB    | 16.493  | 1,53%      | Campos Sales        | Ceará              |
| Jesualdo Cavalcanti         | PFL     | 15.782  | 1,46%      | Corrente            | Piauí              |
| Kleber Eulálio              | PMDB    | 15.410  | 1,43%      | Teresina            | Piauí              |
| Barros Araújo               | PFL     | 14.906  | 1,38%      | Picos               | Piauí              |
| Robert Freitas              | PFL     | 14.574  | 1,35%      | José de Freitas     | Piauí              |
| Bona Medeiros               | PFL     | 14.209  | 1,32%      | União               | Piauí              |
| Themístocles Filho          | PMDB    | 13.897  | 1,29%      | Teresina            | Piauí              |
| Paes Landim                 | PDC     | 13.811  | 1,28%      | São João do Piauí   | Piauí              |
| Xavier Neto                 | PL      | 13.716  | 1,27%      | Amarante            | Piauí              |
| João Silva Neto             | PMDB    | 13.675  | 1,27%      | Parnaíba            | Piauí              |
| José Isaías da Silva        | PDC     | 13.562  | 1,26%      | Oeiras              | Piauí              |
| Francílio Almeida           | PMDB    | 13.528  | 1,26%      | Teresina            | Piauí              |
| Sabino Paulo                | PFL     | 12.937  | 1,20%      | São João do Piauí   | Piauí              |
| Batista Dias                | PMDB    | 12.907  | 1,20%      | São Raimundo Nonato | Piauí              |
| Sebastião Leal              | PFL     | 12.744  | 1,18%      | Uruçuí              | Piauí              |
| Wilson Brandão              | PFL     | 12.695  | 1,18%      | Rio de Janeiro      | Rio de Janeiro     |
| Warton Santos               | PMDB    | 12.628  | 1,17%      | Picos               | Piauí              |
| Adolfo Nunes                | PL      | 12.532  | 1,16%      | Teresina            | Piauí              |
| César Sindô                 | PMDB    | 12.209  | 1,13%      | Alto Longá          | Piauí              |
| César Melo                  | PFL     | 12.148  | 1,13%      | Campo Maior         | Piauí              |
| Fernando Monteiro           | PFL     | 12.061  | 1,12%      | Teresina            | Piauí              |
| Waldemar Macedo             | PFL     | 11.945  | 1,11%      | São Raimundo Nonato | Piauí              |
| Pedro Borges                | PDS     | 11.514  | 1,07%      | Picos               | Piauí              |
| Eurimar Nunes               | PDS     | 11.501  | 1,07%      | Canto do Buriti     | Piauí              |
| Nazareno Fonteles           | PT      | 9.170   | 0,85%      | Acaraú              | Ceará              |